# ベルギー王位継承順位
ベルギー王位継承順位では、ベルギーの王位継承権者の序列について述べる。

## 概要
ベルギーでは1831年の建国以来、ベルギー憲法によって初代国王レオポルド1世の男系男子に王位継承資格を認めてきた。しかし1991年、憲法への別表第9（Title IX）附加に伴う修正によって、王位継承資格を当時の国王ボードゥアン1世の弟リエージュ公（後の国王アルベール2世）の子孫のみに限定した。1991年時点で、王位継承資格を有するレオポルド1世の男系子孫はボードゥアン1世を除けばアルベール2世とその直系卑属だけになっていたため、この規定によって王位継承権を失った人物はいなかった。
ただし1991年の修正に際し、ベルギーの議会は男女同権の観点から継承権者を男系男子に限定する規定を無効としたため、アルベール2世の直系卑属においてのみ、男女の別のない長子相続による王位継承資格が認められるに至った。この資格に関する規定変更により、アルベール2世の長女アストリッド王女（1962年生）とその子孫が、新たに王位継承資格を認められた。アストリッド王女の弟ロラン王子（1963年生）とその子孫は、年長者であるアストリッド王女とその子孫よりも継承順位において下位に置かれた。
嫡出子にのみ継承権が認められる。そのため、2020年に認められたアルベール2世の庶子においては、王女の称号などの権利が認められたものの、王位継承権は有さない。
ベルギーの王位継承権者は、憲法第85条第2項の規定により、国王またはその権限代行者（摂政など）の同意のない結婚をした場合は、継承資格を失う。ただし同条第3項の規定により、国王（ないしその権限代行者）は議会の同意を得たうえで、王位継承権を剥奪された人物の継承権を回復することが出来る。
また憲法第86条によれば、もし憲法に定める王位継承権者が1人も存在しなくなった場合、国王は議会の同意を得たうえで王位の推定相続人を指名することが可能である。このとき国王が相続人を指名せずに崩御した場合、王位は空位となると定められている。

## 王位継承順位
- フィリップ国王（1960-）
  - (1) エリザベート王女（2001-）
  - (2) ガブリエル王子（2003-）
  - (3) エマニュエル王子（2005-）
  - (4) エレオノール王女（2008-）
- (5) アストリッド王女・大公妃（1962-）
  - (6) アメデオ王子・大公（1986-）
    - (7) アンナ・アストリッド大公女（2016-）
    - (8) マクシミリアン王子・大公（2019-）
    - (9) アリックス大公女（2023-）

  - (10) マリア・ラウラ（英語版）王女・大公女（1988-）
  - (11) ジョアシャン（英語版）王子・大公（1991-）
  - (12) ルイーザ・マリア（英語版）王女・大公女（1995-）
  - (13) レティシア・マリア（英語版）王女・大公女（2003-）
- (14) ロラン王子（1963-）
  - (15) ルイーズ（英語版）王女（2004-）
  - (16) ニコラ（英語版）王子（2005-）　双子の兄
  - (17) エメリック（英語版）王子（2005-）　双子の弟